# 大衛·利百特
大衛·利百特（英語：David Leadbetter，1952年6月27日—），現居美國佛羅里達州，生于英格蘭薩塞克斯郡，是知名的高爾夫球教練，其學生包括多位世界級職業球手，例如：厄尼·艾爾斯、尼克·佛度、特雷弗·伊梅爾曼、高寶璟、朴世莉、蘇珊·彼特森、尼克·普萊斯、魏聖美等等。於2005-06年度《高爾夫文摘》的「50位美國最偉大的高爾夫球教練」排行榜中名列第二，緊隨布奇·哈蒙之後。

## 外部連結
- David Leadbetter official site （页面存档备份，存于）
- David Leadbetter Golf Academies official site （页面存档备份，存于） - in English, French, German and Spanish
- Leadbetter Golf University （页面存档备份，存于）